# Brissago
Brissago je obec ve švýcarském kantonu Ticino, okresu Locarno. Nachází se v západní části kantonu, u hranic s Itálií. Žije zde přibližně 1 700 obyvatel.

## Geografie
Obec leží na severozápadním břehu jezera Lago Maggiore, jihozápadně od Ronca a Ascony na hranici s Itálií. Tvoří ji vesnice Bassuno, Caccio, Cadogno, Cartogna, Corte, Gadero, Incella, Madonna di Ponte, Nevedone, Noveledo, Piazza, Piodina, Porta, Rossorino, Mergugno a Tecetto a ostrovy Brissago. Radnice v centru obce stojí v nadmořské výšce 197 m n. m., nejvýše položená vesnice Mergugno je ve výšce 1037 m n. m. a nejvyšším bodem je vrchol Gridone (2188 m n. m.), který leží na hranici s Itálií.

## Historie

Letecký pohled (1946)

První zmínka o obci pochází z roku 1289 jako Brixago a její název je pravděpodobně odvozen od latinského osobního jména Briccius.
Ve 13. století se Brissago stalo císařskou obcí s vlastním vesnickým právem, vlastními představiteli obce (consoli), vlastní správou a vlastní jurisdikcí. Podestou byl zpočátku jmenován rod Viscontiů z Milána a od roku 1342 do roku 1798 šlechtický rod Orelliů z Locarna. V roce 1520 se Brissago prohlásilo za nezávislou republiku, ale v následujícím roce se podřídilo vládě dvanácti konfederačních měst, i když si dokázalo zachovat značnou míru autonomie.
Ke konci 16. století vytvořil rod Baciocchi z Brissaga protistranu Rainaldiů (Rinaldiů) v Miláně a Brissagu. Ve službách obou rodin působila řada milánských loupežníků, kteří dokonce znemožňovali lodní dopravu po jezeře Lago Maggiore. Následovaly dlouhé a krvavé boje, které vedly k zásahu španělského vyslance na bádenském sněmu v listopadu 1597.
Během helvétského období se Brissago stalo součástí nově vytvořeného kantonu Lugano, který byl v roce 1803 začleněn do dnešního kantonu Ticino.
Od roku 1856 se v Brissagu nachází továrna na výrobu doutníků (s novou budovou z roku 1888).
V roce 1907 byl postaven Grand-Hôtel Brissago, který byl v roce 1971 opět uzavřen a poté rychle zchátral. V roce 1983 shořel krov v důsledku žhářství. V roce 1993 byly ruiny zbourány. V roce 2003 byl na místě postaven nový bytový dům.
Po vzniku fašistické Italské sociální republiky v září 1943 přišlo mnoho uprchlíků do Švýcarska přes hraniční přechod Piaggio-Valmara jižně od Brissaga.

## Obyvatelstvo
| Rok            | 1675 | 1330 | 1850 | 1900 | 1950 | 1970 | 2000 | 2010 | 2020 |
| Počet obyvatel | 323  | 990  | 1266 | 1639 | 1931 | 2120 | 1833 | 1852 | 1685 |

## Hospodářství a turismus

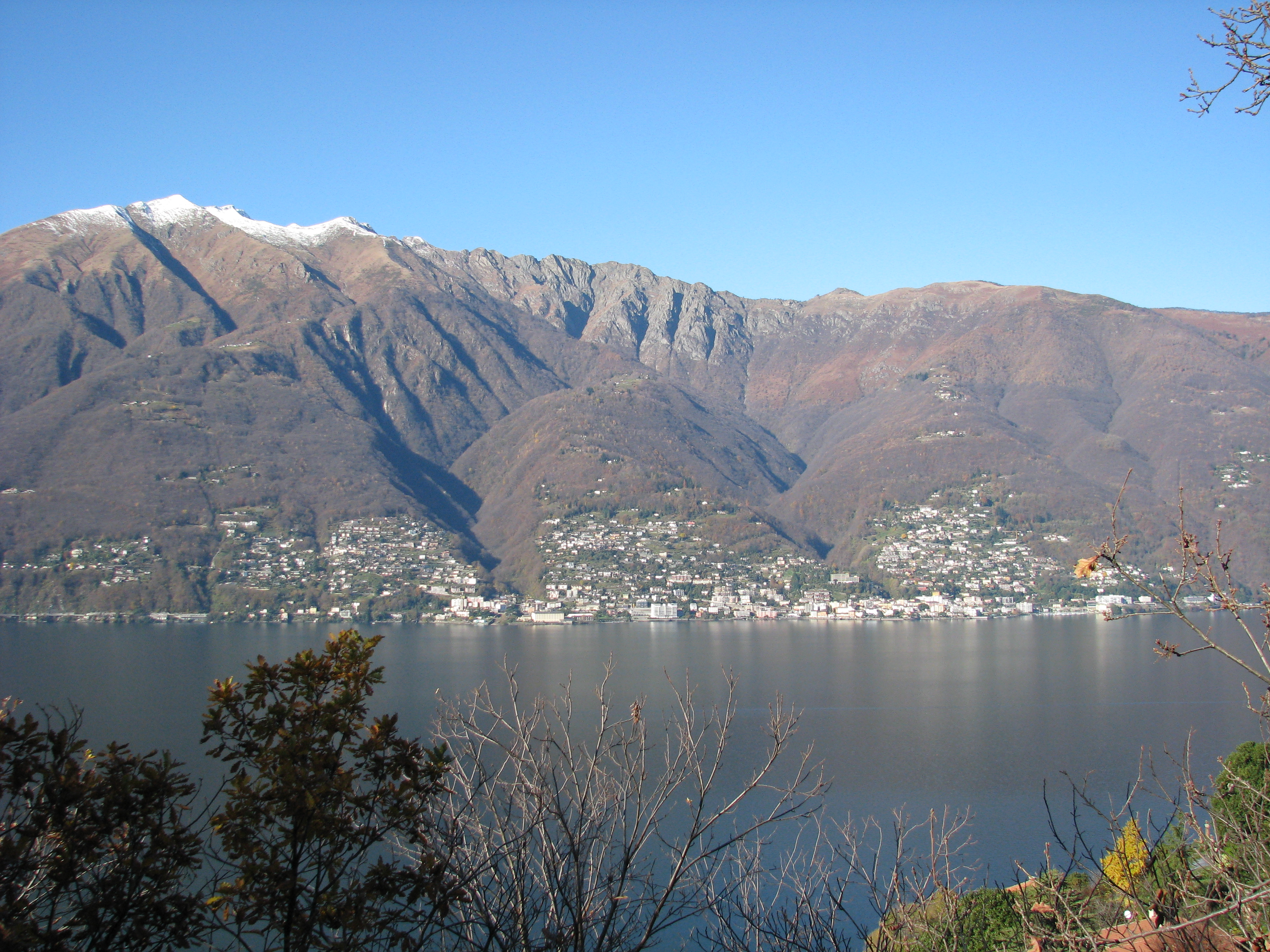
Brissago, pohled z opačného břehu jezera

Dnes je ekonomickou základnou Brissaga cestovní ruch. Pobřežní a kopcovité oblasti obce jsou od 60./70. let 20. století zastavěny rekreačními domy. Podíl druhých domů činil v roce 2014 69,4 %, a proto již výstavba dalších druhých domů není podle švýcarských zákonů povolena.
Doutníková továrna, kde se vyrábějí virginské doutníky známé jako Brissago originale, dosáhla svého vrcholu v prvních desetiletích 20. století, kdy bylo při zpracování tabáku zaměstnáno více než 600 lidí, převážně žen. Od roku 1999 patří švýcarské skupině Burger Söhne, která vyrábí tabákové zboží. Dannemann Centre, které k doutníkové továrně patří, nabízí prostory pro soukromé i veřejné akce. Brissago originale je také zvěčněno v literatuře v postavě Wachtmeistera Studera od Friedricha Glausera, který podrobně popisuje obřad zapálení.
V Brissagu sídlí socioterapeutické centrum Istituto Socioterapeutico La Motta, které se zabývá sociální terapií.

## Doprava

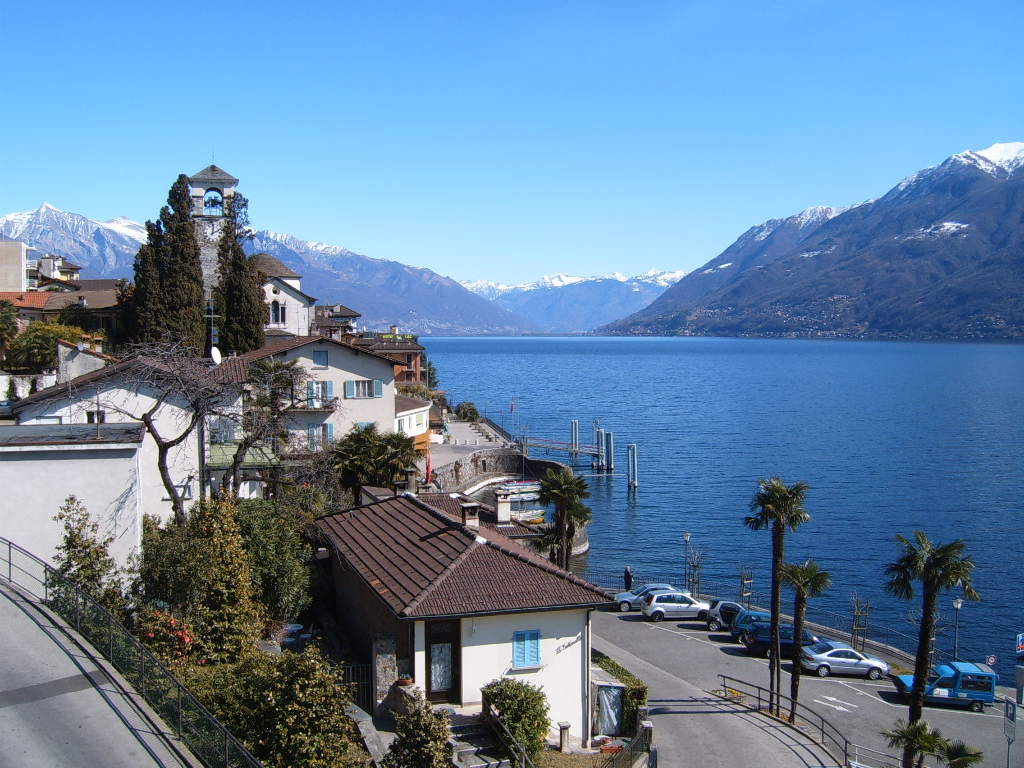
Pohled na obec

Do Brissaga jezdí veřejná autobusová doprava provozovaná společností Ferrovie autolinee regionali ticinesi (FART). Autobus číslo 316 jezdí z nádraží Locarno, které se nachází v Muraltu, do Ascony, dále tunelem Ascona podél jezera Maggiore do Porto Ronco a Brissaga a zpět.
Do Cannobia, Cannero Riviera a až do Verbanie jezdí také přeshraniční italský autobus, který jezdí po silnici u jezera Verbano, jak se v Itálii říká jezeru Lago Maggiore.
Přístaviště Brissago obsluhuje od dubna přibližně do poloviny října společnost Gestione Governativa Navigazione Laghi (navigace na celém jezeře Maggiore, italská společnost) a od roku 2019 také Società Navigazione del Lago di Lugano (místní navigace na švýcarské části jezera, švýcarská společnost). Lodě jezdí na severovýchod směrem na Locarno nebo na jih směrem na Cannobio, Maccagno a Verbanii.